# Paul Sarebresole
Paul Sarrebresolles, mieux connu sous le nom de Paul Sarebresole était un compositeur américain ayant des origines françaises, né en 1875 à La Nouvelle-Orléans. Il est un des précurseurs de la musique ragtime. Sarebresole fit publier un des tout premiers "rags"; le "Roustabout Rag" de 1897. Il composa quatre morceaux au total. Il décéda en 1911 à La Nouvelle-Orléans, à l'âge de 36 ans et enterré au cimetière Saint-Louis de La Nouvelle-Orléans.

## Liste des œuvres
1897
- Roustabout Rag - March Two Step

1898
- Get Your Habbits On - Song

1902
- Fire's Out - Song

1905
- Come Clean - A Red Hot Rag